# Schloss Schmölz

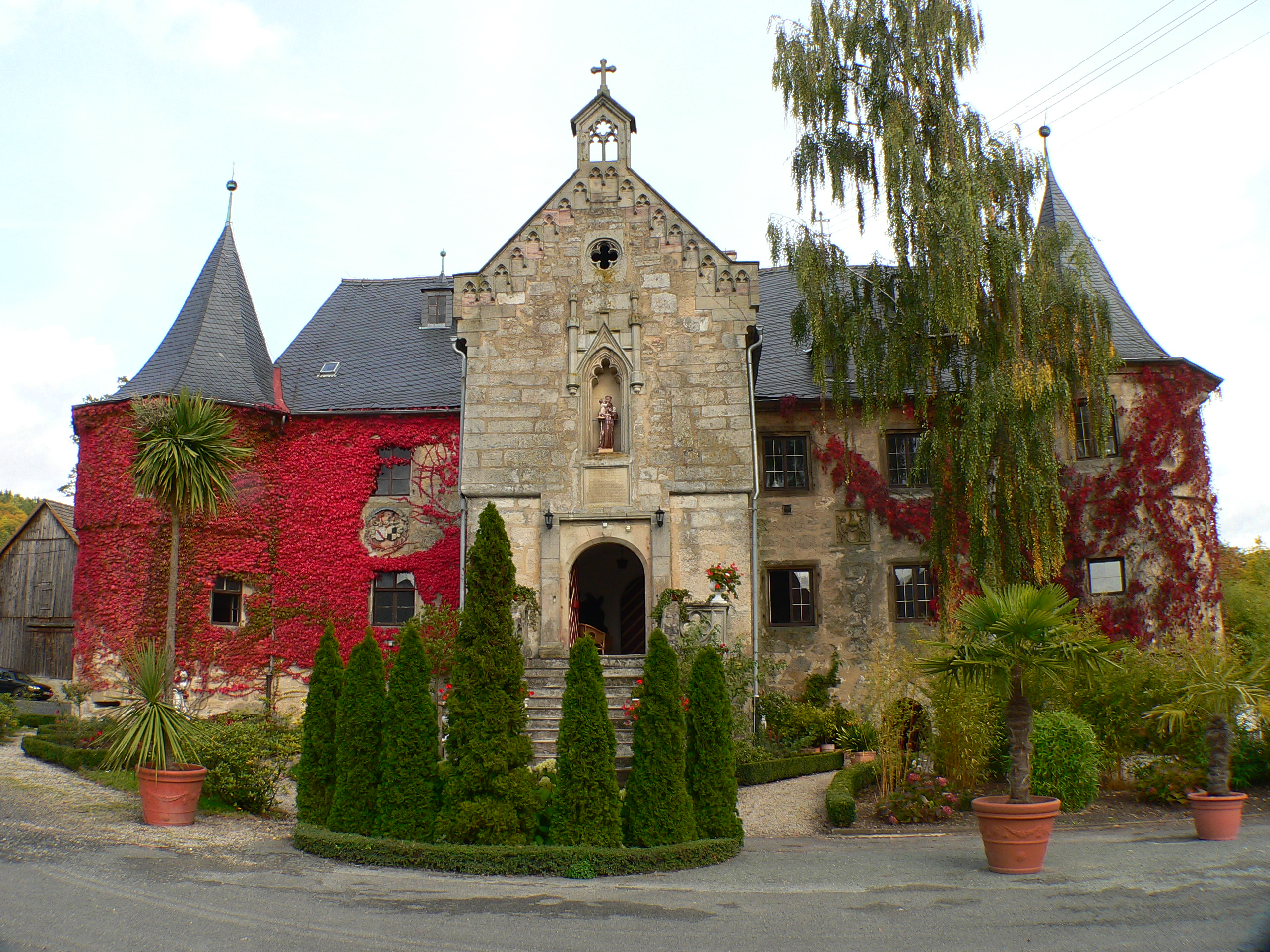
Schloss Schmölz

Das Schloss Schmölz befindet sich im Gemeindeteil Schmölz des Marktes Küps im oberfränkischen Landkreis Kronach in Bayern.

## Geographische Lage
Schmölz liegt mitten in der ausgedehnten Tallandschaft der mittleren Rodach. Die günstige Lage des Ortes an diesem Fluss, der im Mittelalter als Transportweg diente, begründete die Anlage von insgesamt zehn Adelssitzen im Gebiet des Marktes Küps, zu dem Schmölz gehört. Neun der zehn Anwesen bestehen noch teilweise stark verändert oder als Ruine oder Bodendenkmal.
Das Schloss steht am Anfang der Johann-Georg-Herzog-Straße in Richtung des Küpser Stadtteils Wacholder.

## Geschichte

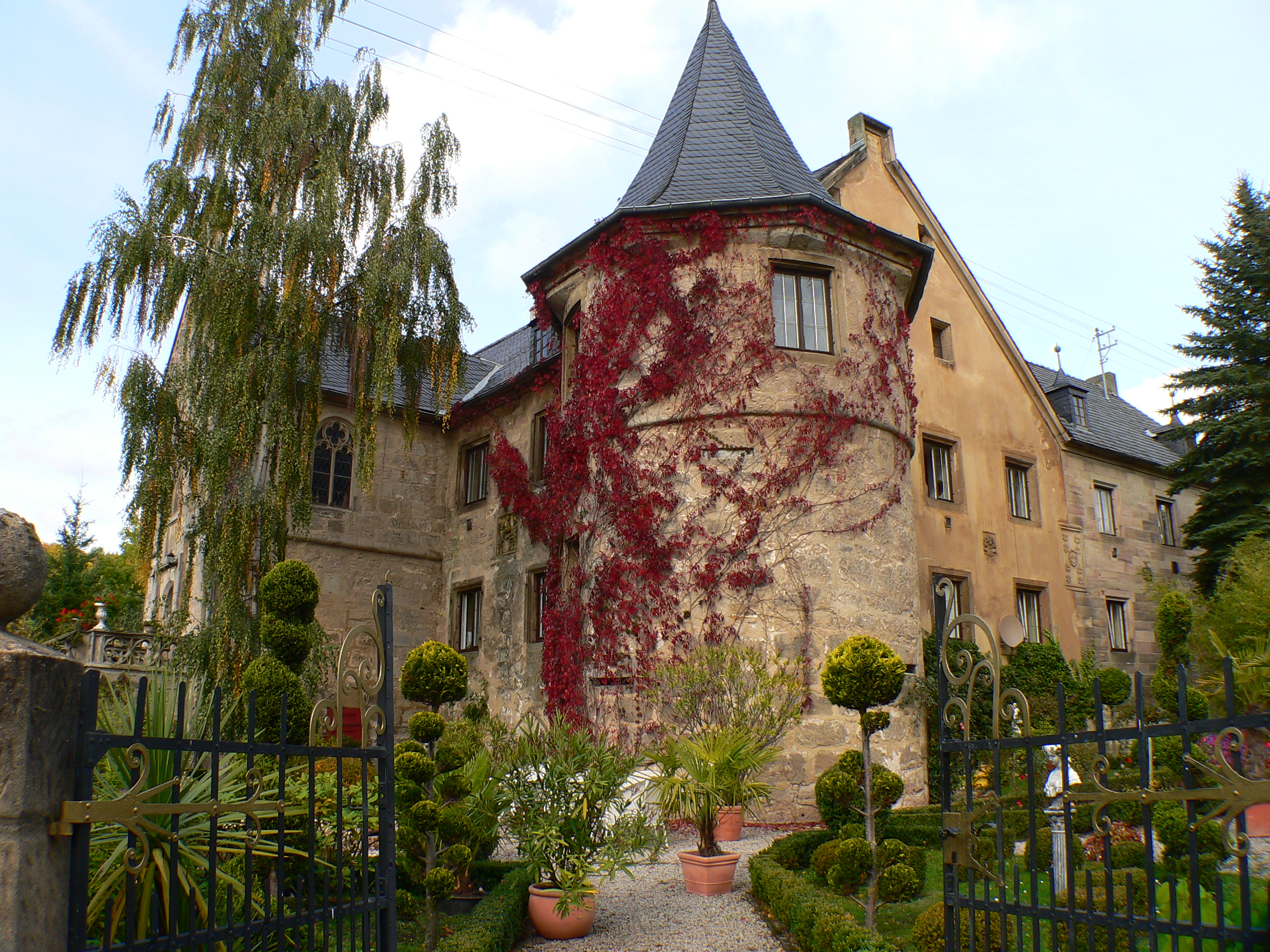
Eckturm Schloss Schmölz

Schmölz wurde 1194 als „Smoulnce“ erstmals erwähnt, ab 1264 „Smolenz“ und ab 1329 „Schmalnz“ genannt. Die Freiherren von Redwitz waren die Schloss- und Gutsherren. Der Westflügel der heute zweiflügeligen Anlage mit zwei Ecktürmen entstand 1502 und wurde 1525 im Bauernkrieg zerstört. Der Wiederaufbau mit westlicher Schlossmauer erfolgte 1536.
Der Dichter Oskar von Redwitz ließ von 1855 bis 1857 das Schloss um den Südflügel erweitern, die Pläne dazu stammten von Jakob Schmitt-Friderich. 1861 veräußerte der Freiherr den Stammsitz der Linie Redwitz-Schmölz an die Freiherren von Egloffstein. 1972 erwarb die Familie Prümer das Gebäude. Gegen Ende des Jahres 2017 erwarb der Künstler Paul Eddie Pfisterer das Anwesen.

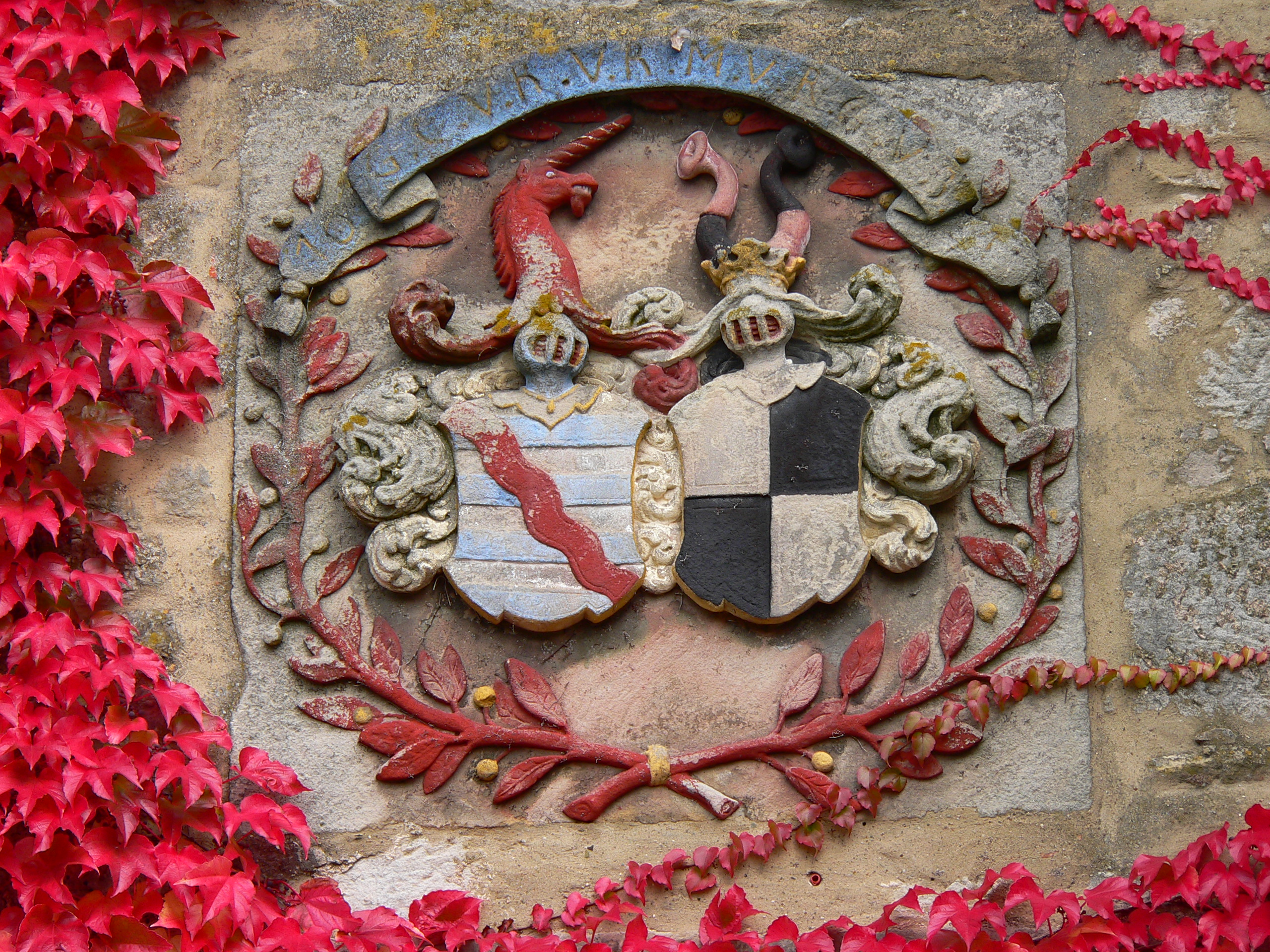
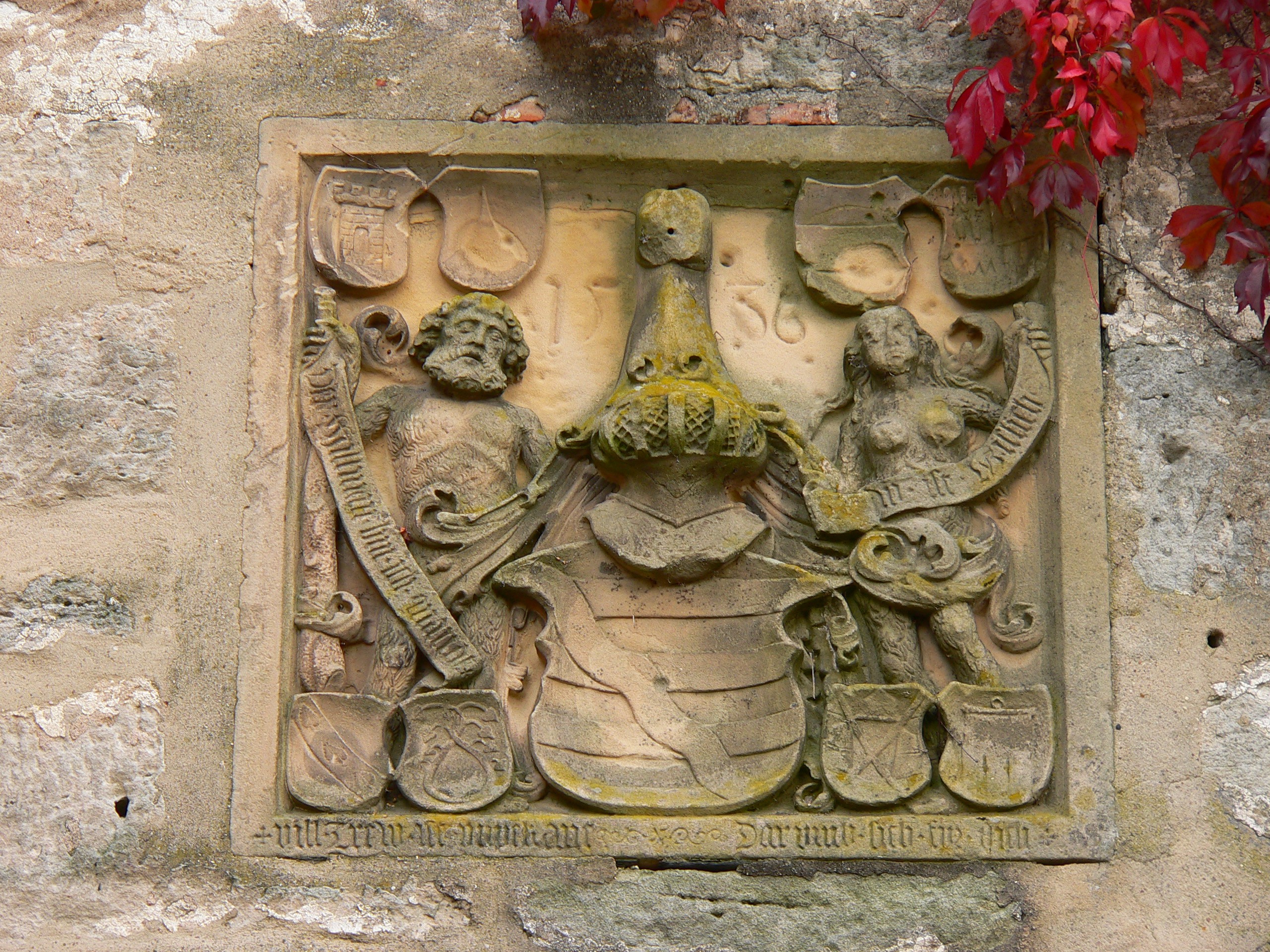